# Фукао, Ёсихидэ
Ёсихидэ Фукао (яп. 深尾 吉英 Фукао Ёсихидэ, родился 1 июля 1949 года в Хиконе) — японский волейболист, чемпион Олимпийских игр 1972 года в Мюнхене. Двукратный бронзовый призер чемпионатов мира по волейболу среди мужчин (1970 и 1974 гг.). Серебряный призер Кубка мира по волейболу среди мужчин 1977 года. Играл на позиции центрального блокирующего.

## Биография
Ёсихидэ Фукао родился в Хиконе (префектура Сига). В волейбол начал играть в средней школе. Поступив в Высшую техническую школу префектуры Сига, в 1968 году вошел в состав команды Toray Arrows, владельцем которой является производственная химическая корпорация Toray Industries. На тот момент „Toray Arrows“ играли в Бизнес-лиге — втором дивизионе чемпионата Японии по волейболу. С Фукао «Стрелы» дважды стали чемпионами Бизнес-Лиги, причем во второй раз, в сезоне 1974/1975 гг., команда выиграла и переходные игры и поднялась в высший дивизион японского волейбола — Японскую волейбольную лигу, однако лавров там не снискала. По завершении карьеры игрока Фукао остался в системе клуба, работал тренером, позже спортивным директором. 
В сборной Японии Ёсихидэ Фукао был приглашен в 1970 году. Поначалу карьера игрока сборной складывалась у него не слишком удачно, Ёсихидэ играл не слишком уверенно, а особенно в нападении, и главный тренер сборной Ясутака Мацудайра в 1971 году даже намеревался отчислить игрока из состава сборной. Однако благодаря индивидуальной работе с ним второго тренера сборной Наохиро Икэды и самоотверженной работе на тренировках Фукао сумел резко прибавить. На летних Олимпийских играх 1972 года в Мюнхене Ёсихидэ Фукао стал лучшим в составе сборной Японии, которая на тех Играх стала олимпийским чемпионом. Фукао сыграл во всех семи матчах сборной на мужском волейбольном олимпийском турнире.
Также Ёсихидэ Фукао играл за сборную Японии на летних Олимпийских играх 1976 года в Монреале (4-е место, Фукао играл во всех пяти матчах сборной), чемпионатах мира 1970 и 1974 гг. (оба раза бронзовые медали) и Кубке мира 1977 года (серебряная медаль).

## Достижения и награды

### Командные
Сборная Японии
- Олимпийский чемпион: 1972.
- Бронзовый призер чемпионатов мира: (2) 1970 и 1974.
- Серебряный призер Кубка мира: 1977.

 Toray Industries
- Чемпион Бизнес-лиги[K 1]: (2) 1971/1972 и 1974/1975.
- Серебряный призер Бизнес-лиги: 1972/1973.
- Бронзовый призер Бизнес-лиги: (2) 1969/1970 и 1973/1974.

### Индивидуальные
Призы по итогам сезонов Бизнес-лиги:
- Специальный приз: 1971/1972.
- Лучшему блокирующему: (2) 1972/1973 и 1973/1974.
- За боевой дух: 1974/1975.

## Комментарии
1. ↑  Второй дивизион чемпионата Японии по волейболу, в настоящее время V.Челлендж-лига